# 愛已近
《愛已近》是美國創作歌手喬許·葛洛班的第2張錄音室專輯，於2003年11月11日透過143和Reprise唱片發行。
專輯普遍獲得樂評好評，並稱讚葛洛班溫柔優美的嗓音。商業成績方面，專輯不僅二度進入國際唱片業協會年度排行，更是葛洛班在全美最暢銷的專輯，累積售出610萬張，獲頒美國唱片業協會六白金唱片認證。

## 製作與發行
《愛已近》於2003年11月11日透過143和Reprise唱片發行，是喬許·葛洛班第2張錄音室專輯，專輯仍由上張專輯製作人大衛·佛斯特主導製作，將經典歌曲改編成更現代流行的樣貌。除了翻唱經典老歌，葛洛班也參與創作了其中3首歌曲，專輯還找來了小提琴家約夏·貝爾、法國音樂組合森林物語。專輯用了義大利語、西班牙語、法語和英語演唱，其中翻唱自的愛的力量是葛洛班最出名的歌曲。他在第三十八届超级碗上為罹難組員獻唱此曲。
為宣傳專輯，葛洛班預計於2004年1月22日開始全美巡演，直到4月23日結束。適逢專輯發行20週年，Reprise唱片於2023年12月15日推出了加收6首歌曲的週年紀念版，分為雙CD、數位還有限量雙橘色黑膠格式。

## 專業評價
| 評論得分 | 評論得分 |
| 來源     | 評分     |
| -------- | -------- |
| AllMusic | [ 13 ]   |
| 《村聲》 | C+       |

AllMusic的亞倫·萊瑟姆（Aaron Latham）給予專輯4分（滿分5分），他認為專輯體現出葛洛班為何走向迎合大衆的溫和路線，因為他的聲線還不足以駕馭歌劇但又足夠豐富和技術應對主流流行音樂。《愛已近》和前作相比更具一致性，是場令人享受的音樂盛宴，葛洛班參與創作的3首歌更預視著他在詞曲創作上的潛力。羅伯特·克里斯特高在為《村聲》撰寫的文章中給予專輯C+，並表示喜歡葛洛班不張揚但令人舒心的演唱風格。
《波士頓環球報》的理查德·代尔稱讚葛洛班不刻意用力但確充滿活力的溫柔臥室嗓音，逐漸成熟的聲音和半訓練半自然的音色使他聽起來既脆弱又真誠，彷如是。整體而言，葛洛班用義大利語、西班牙語演唱的曲目自然，但法語表現略微遜色。《IZM》的李珍雅（이진아）評價葛洛班用舒服的歌聲與高水準製作更加貼近聽眾。《CD Journal》的編輯認為優美的嗓音和半古典的曲調增強了專輯的「療癒」效果，這在當下西方音樂是很罕見的。

## 商業成績
專輯首週售出37萬5千張，空降美國《告示牌》Billboard 200第4名。直到2004年，專輯配合舉辦的促銷活動售出11萬張銷量登上榜單冠軍。《愛已近》首週也空降在加拿大專輯榜第4名，但最高成績僅為亞軍。除了北美表現良好，專輯還奪得新加坡唱片業協會專輯榜冠軍、挪威世道專輯榜亞軍，並順利登陸多國音樂排行榜。
《愛已近》取得優異的商業成績，二度登上國際唱片業協會年度排行，獲頒阿根廷、澳洲、加拿大、愛爾蘭、紐西蘭、瑞典和英國唱片業協會唱片認證。它也是喬許·葛洛班在全美最暢銷的專輯，不僅是2000年代最暢銷的古典音樂專輯，還在全類型中排名第43，累積銷量610萬張，獲頒美國唱片業協會六白金唱片認證。

## 曲目列表
| 一般版   | 一般版                              | 一般版 |
| 曲序     | 曲目                                | 时长   |
| -------- | ----------------------------------- | ------ |
| 1.       | 海 Oceano                           | 4:03   |
| 2.       | 表白 My Confession                  | 4:56   |
| 3.       | 失去你 Mi Mancherai (Il Postino)    | 6:04   |
| 4.       | 再回到我身邊 Si Volvieras a Mi      | 4:19   |
| 5.       | 當你說愛我 When You Say You Love Me | 4:32   |
| 6.       | 只為你 Per Te                       | 4:16   |
| 7.       | 突如其來的愛 All'improvviso Amore   | 3:38   |
| 8.       | 破碎的誓約 Broken Vow               | 4:34   |
| 9.       | 卡洛蘇 Caruso                       | 5:07   |
| 10.      | 雨的回憶 Remember When It Rained    | 4:41   |
| 11.      | 愛的禮讚 Hymne à l'amour            | 4:04   |
| 12.      | 愛的力量 You Raise Me Up            | 4:52   |
| 13.      | 永不放棄 Never Let Go               | 3:52   |
| 总时长： | 总时长：                            | 58:56  |

| 台灣版、日本版 | 台灣版、日本版                | 台灣版、日本版 |
| 曲序           | 曲目                          | 时长           |
| -------------- | ----------------------------- | -------------- |
| 14.            | 愛已遠走 She’s out of my life | 3:47           |
| 总时长：       | 总时长：                      | 1:02:43        |

| 特別版CD | 特別版CD                      | 特別版CD |
| 曲序     | 曲目                          | 时长     |
| -------- | ----------------------------- | -------- |
| 14.      | 我的夢中情人 Mi Morena        | 4:36     |
| 15.      | 愛已遠走 She’s out of my life | 3:47     |
| 总时长： | 总时长：                      | 1:07:29  |

| 特別版DVD | 特別版DVD                 |
| 曲序      | 曲目                      |
| --------- | ------------------------- |
| 16.       | From Los Angeles To Paris |

| 20週年紀念版 | 20週年紀念版                                              | 20週年紀念版 |
| 曲序         | 曲目                                                      | 时长         |
| ------------ | --------------------------------------------------------- | ------------ |
| 14.          | 愛的力量（擴展版） You Raise Me Up (Extended Version)     | 5:27         |
| 15.          | 我的夢中情人 Mi Morena                                    | 4:40         |
| 16.          | You're the Only Place                                     | 4:55         |
| 17.          | My December                                               | 5:05         |
| 18.          | 愛已遠走 She's out of My Life                             | 3:45         |
| 19.          | 破碎的誓約（人聲鋼琴版） Broken Vow (Vocal/Piano Version) | 3:35         |

## 參與名單
來源：Qobuz、Tidal
- 亞當·傑克遜（Adam Jackson） – 合唱、人聲
- 亞當·米沙拉克（Adam Michalak） – 工程助理
- 阿蘭·梅森（Alan Mason） – 助理、工程助理
- 阿爾·貝托阿門多拉（Alberto Amendola） – 鋼琴調音師
- 亞歷山卓·羅德里格斯（Alejandro Rodriguez） – 工程、混音助理
- 亞歷山大·布朗（Alexandra Brown） – 合唱、人聲
- 安德里亞·桑德里（Andrea Sandri） – 作曲、背景人聲
- 安吉拉·布朗（Angela Brown） – 合唱、人聲
- 安吉·帕薩雷拉（Angie Passarella） – 原聲吉他、古典吉他
- 布倫丹·格雷厄姆（英语：Brendan Graham） – 作曲
- 布萊恩·安富利（Brian Avnet） – 經理
- 布萊恩·克萊門茨（Bryan Clements） – 工程助理
- 克里斯·伯德曼（Chris Boardman） – 指揮、管弦樂編曲、管弦樂編制法
- 克劳迪娅·布兰特（英语：Claudia Brant） – 作曲
- Courtney Blooding – Pro Tools、背景人聲
- 克里斯蒂安·羅伯斯（Cristián Robles） – 混音助理、Pro Tools
- 戴夫·雷札斯（Dave Reitzas） – 工程、Pro Tools、錄音、人聲工程
- 戴維·福爾（David Fall） – 鼓
- 大衛·佛斯特 – A&R、編曲、作曲、鍵盤、鋼琴、製作人
- 迪恩·帕克斯（英语：Dean Parks） – 吉他
- 黛比·蓋茨（Debbie Gates） – 合唱
- 黛博拉·蓋茨（Debra Gates） – 人聲
- 森林物語（英语：Deep Forest） – 首席藝術家
- 德維斯·馬里奧蒂（Devis Mariotti） – 長笛、口哨
- – 詞曲創作
- 艾瑞克·蒙奎特（英语：Éric Mouquet） – 編曲、作曲、鍵盤、製作人
- 艾瑞·克瑞格（英语：Eric Rigler） – 爱尔兰风笛
- 費利佩·埃爾格塔（Felipe Elgueta） – 工程、合成器設計
- 菲利波·澤基尼（Filippo Zecchini） – 工程、錄音
- 弗兰克·马斯克（英语：Frank Musker） – 詞曲創作
- 喬夫瑞·帕森斯（英语：Geoffrey Parsons (pianist)） – 詞曲創作
- 格蕾塔·戴特里希（Greta Detrich） – 生產統籌
- 温贝托·加蒂卡（英语：Humberto Gatica） – 工程、混音、錄音
- 賈安娜·雅各比（J'Anna Jacoby） – 小提琴
- 賈·蘭德斯（Jay Landers） – A&R
- 傑佛瑞·肯特·艾羅夫（英语：Jeff Ayeroff） – 美術指導
- 傑瑞米·盧博克（Jeremy Lubbock） – 編曲、指揮、管弦樂編曲
- 約赫姆·凡·德爾·薩格（Jochem van der Saag） – 額外製作、編曲、鼓樂設計、工程、Pro Tools、製作人、軟體設計、音效設計、合成器、合成器設計
- 喬·沃姆思（Joe Wohlmuth） – 工程、Pro Tools
- 喬伊·迪格斯（Joey Diggs） – 合唱、人聲
- 喬治·卡蘭雷利（英语：Jorge Calandrelli） – 指揮、管弦樂編曲
- 喬治·維沃（Jorge Vivo） – Pro Tools
- 喬許·葛洛班 – 詞曲創作、領唱、鋼琴、首席藝術家、背景人聲
- 約夏·貝爾 – 客串藝人、小提琴
- 朱爾斯·柴金（Jules Chaikin） – 音樂承辦
- 朱莉·艾茲沃格（Julie Eidsvoog） – 預備人員
- Kaballa – 作曲
- 凱西·弗蘭格提斯（Kathy Frangetis） – 生產統籌
- 肯尼·奧布萊恩（Kenny O'Brien）– Pro Tools
- 克勞斯·德倫多夫（英语：Klaus Derendorf） – 額外製作、編曲、作曲、製作人
- 蘿拉·菲比安 – 作曲
- Leo Z – 編曲、作曲、鈸、工程、鍵盤、打擊樂器、鋼琴、製作人、軟體設計、採樣、背景人聲
- 盧喬·達拉 – 作曲
- 路易斯·巴卡洛夫（英语：Luis Bacalov） – 作曲
- 琳恩·馬隆（Lynne Malone） – 生產統籌
- 馬可·馬林安吉爾（英语：Marco Marinangeli） – 共同製作人、詞曲創作、聲樂製作、人聲、背景人聲
-  – 詞曲創作
- 馬克·謝爾曼（Mark Eshelman） – 工程助理
- 馬克·哈蒙德（Mark Hammond） – 額外製作、編曲、作曲、鍵盤、製作人、合成器設計
- 馬克·波特曼（英语：Mark Portmann） – 額外製作、編曲、作曲、工程、鍵盤、製作人、軟體設計、曲目工程
- 馬修·德拉保拉（Matthew Dellapolla） – 評分顧問
- 莫罗·马拉瓦西（英语：Mauro Malavasi） – 詞曲創作、製作人
- 邁克爾·哈特·湯普森（Michael Hart Thompson） – 吉他
- 麥可·諾瑞（Michael Nouri） – A&R
- 麥可·湯普森（Michael Thompson） – 吉他
- 米克·哈格蒂（Mick Haggerty） – 美術指導、設計
- 麥克·施羅弗爾（Mike Schroffel） – 軟體設計
- 莫托內特·詹金斯（Mortonette Jenkins） – 合唱、人聲
- 尼爾·德沃（Neil Devor） – 統籌、工程、生產統籌、錄音、合成器設計
- 尼基·克里斯蒂安（Nikki Christian） – 生產統籌、工作室助理
- 妮塔·惠塔克（Nita Whitaker） – 合唱、人聲
- 諾伯特·嘉洛（Norbert Gallo） – 吉他
- 奥拉夫·海因（Olaf Heine） – 攝影
- 帕特·韋伯（Pat Weber） – 工程助理、錄音助理
- 保羅·施瓦茨（Paul Schwartz） – 編曲、共同製作人、作曲、鼓樂設計、管弦樂編曲、製作人、軟體設計
- 彼得·多爾（英语：Peter Doell） – 工程助理
- 皮埃爾·賈克（Pierre Jacquot） – 工程、混音、錄音
- 拉斐爾·帕迪利亞（Rafael Padilla） – 打擊樂器
- 拉蒙·史塔格纳罗（英语：Ramón Stagnaro） – 吉他
- 里奇·戴維斯（Rich Davis） – 生產統籌
- 理查·佩吉（英语：Richard Page (musician)） – 作曲、背景人聲
- 羅伯特·馬努基安（Robert Manoukian） – 合成器
- 羅賓·史考菲爾德（Robin Scoffield） – 詞曲創作
- 罗尔夫·勒夫兰 – 作曲
- 羅伊·加洛韋（Roy Galloway） – 合唱、人聲
- 珊迪·德·克雷森（Sandy De Crescent） – 音樂承辦
- 西門·海爾 – 總監、管弦樂編曲、弦樂編曲、弦樂總監
- Suzie Katayama – 預備人員
- 泰利·巴拉福特（Terry Bradford） – 合唱、人聲
- 弗拉多·梅勒（英语：Vlado Meller） – 母帶後製
- 瓦尔特·阿法纳西夫（英语：Walter Afanasieff） – 編曲、共同製作人、作曲、鍵盤、製作人、軟體設計、節奏設計
- 威爾·惠頓（Wil Wheaton） – 合唱、人聲
- 威廉·羅斯（英语：William Ross (composer)） – 編曲、共同製作人、指揮、管弦樂編曲、製作人

## 榜單表現
| 排行榜（2003－04年）                  | 峰值 |
| ------------------------------------- | ---- |
| 澳大利亞（ARIA專輯榜）                | 25   |
| 奧地利（奧地利Ö3專輯榜）              | 10   |
| 加拿大（《告示牌》加拿大專輯榜）      | 2    |
| 荷蘭（MegaCharts專輯榜）              | 38   |
| 法國（SNEP專輯榜）                    | 47   |
| 德國（Offizielle Top 100專輯榜）      | 13   |
| 新西兰（RIANZ專輯榜）                 | 9    |
| 挪威（VG-lista專輯榜） （歐洲特別版） | 2    |
| 新加坡（RIAS專輯榜）                  | 1    |
| 瑞典（Sverigetopplistan專輯榜）       | 21   |
| 瑞士（Schweizer Hitparade專輯榜）     | 44   |
| 英國（OCC專輯榜）                     | 91   |
| 美國（Billboard 200）                 | 1    |
| 排行榜（2023年）                      | 峰值 |
| 匈牙利（MAHASZ專輯榜） （20週年版）   | 19   |

| 排行榜（2003年）                | 排名 |
| ------------------------------- | ---- |
| 美國（Billboard 200）           | 187  |
| 全球（IFPI全球音樂報告）        | 25   |
| 排行榜（2004年）                | 排名 |
| 新西兰（RIANZ專輯榜）           | 46   |
| 瑞典（Sverigetopplistan專輯榜） | 98   |
| 美國（Billboard 200）           | 3    |
| 全球（IFPI全球音樂報告）        | 32   |
| 排行榜（2005年）                | 排名 |
| 美國（Billboard 200）           | 78   |

| 排行榜（2000－09年）               | 排名 |
| ---------------------------------- | ---- |
| 美國（Billboard 200）              | 43   |
| 美國（《告示牌》Classical Albums） | 1    |

## 銷量認證
| 地區                           | 认证    | 认证单位/销量 |
| ------------------------------ | ------- | ------------- |
| 阿根廷（阿根廷音像製品協會）   | 金      | 20,000^       |
| 澳大利亚（澳大利亚唱片业协会） | 白金    | 70,000^       |
| 加拿大（加拿大唱片業協會）     | 4× 白金 | 400,000^      |
| 爱尔兰（愛爾蘭唱片音樂協會）   | 金      | 7,500^        |
| 紐西蘭（紐西蘭唱片業協會）     | 金      | 7,500^        |
| 瑞典（瑞典唱片業協會）         | 金      | 30,000^       |
| 英国（英国唱片业协会）         | 金      | 100,000^      |
| 美国（美國唱片業協會）         | 6× 白金 | 6,100,000     |
| ^僅含認證的出貨量              |         |               |